# Şoldăneşti (condado)
Şoldăneşti é um condado (ou distrito) da Moldávia. Sua capital é a cidade de Şoldăneşti.